# فالي دي فالديليغوانا

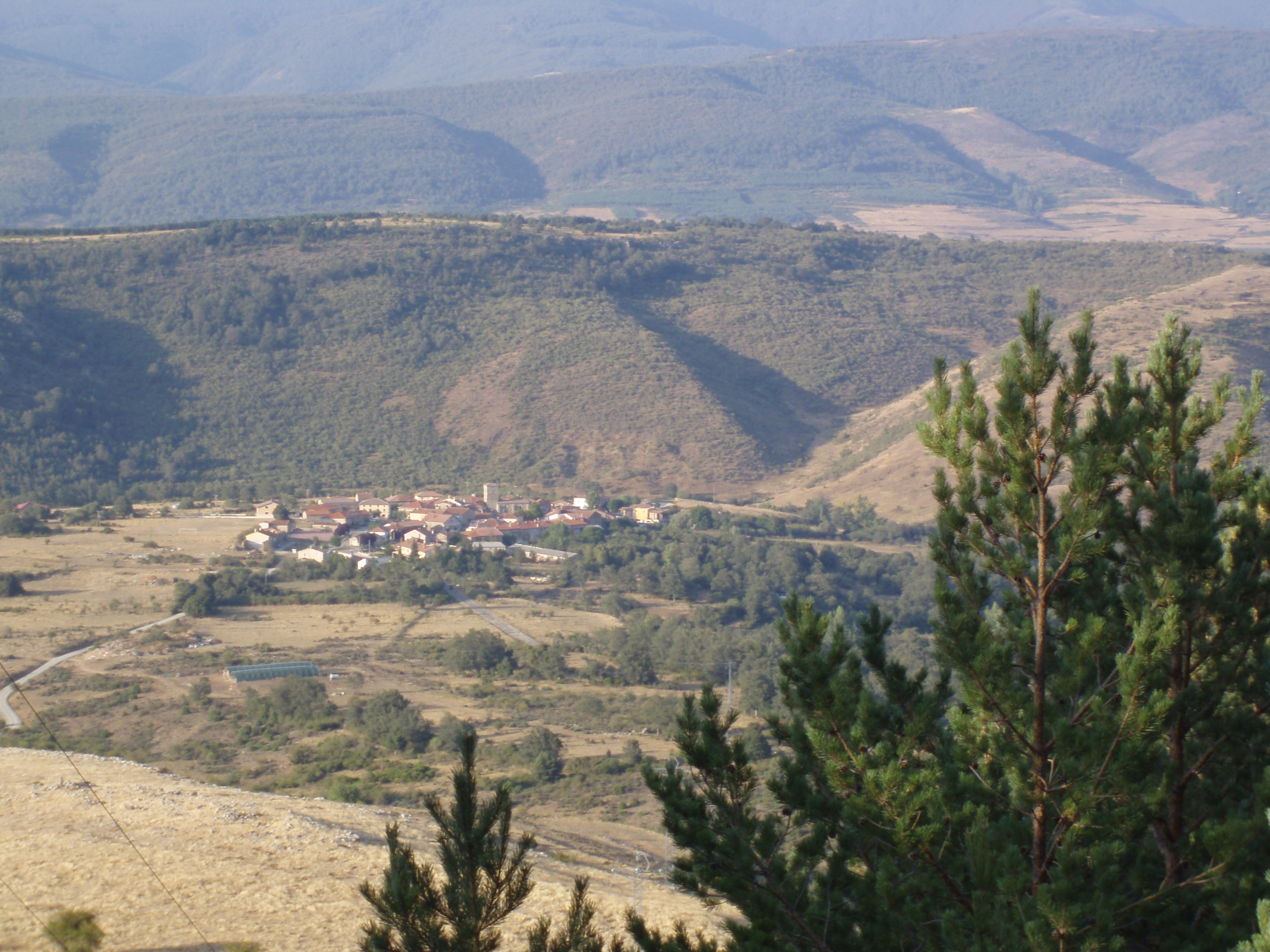

بلدية فالي دي فالديليغوانا (بالإسبانية: Valle de Valdelaguna), هي إحدى بلديات مقاطعة برغش, التي تقع في منطقة قشتالة وليون, والتي تقع في شمال غرب إسبانيا.
يبلغ عدد سكانها 214 نسمة وفقاً لإحصائية سنة (2002).